# Merla de pit blanc
La merla de pit blanc, tord flassader, tord de collaret, merla de pit blanc o de collaret, o encara tordanxa (merla collerada a Gandesa) (Turdus torquatus) és una espècie d'ocell distribuïda per les serralades alpines i les àrees boreals d'Europa, que als Països Catalans només cria als Pirineus, en nombre no gaire elevat.

## Descripció
Els mascles adults tenen el plomatge nupcial negre, amb algun tintat marronenc, i el bec grogós amb la punta fosca. A la tardor i l'hivern mostren més grisenc el dors. Les femelles tenen la lliurea molt més apagada.
La raça que nia als Països Catalans (Turdus torquatus alpestris) es diferencia bé de la raça nominal que cria al nord d'Europa i que visita Catalunya en trànsit migratori (Turdus torquatus torquatus). La subespècie catalana és més pàl·lida; té el marge de les plomes ventrals amb un rivet exterior blanc que es perllonga al voltant del raquis, mentre que en la nord-europea les té més uniformement fosques.
El cant és fort, sonor i menys melodiós i més repetitiu que el de la merla (amb notes molt més aspres). La seua nota d'alarma és molt semblant a la de la merla.

## Hàbitat
Als prepirineus i als solells cerdans es manté una població que, sense ésser nombrosa, és més elevada que en altres contrades pirinenques axials.
Sovinteja en les formacions de pi negre culminals, principalment en els vessants solells del migjorn, on esdevé un dels ocells més característics de les contrades subalpines. No defuig, però, els boscos més obacs i densos i les avetoses del vessant cerdà, on és molt més rar.
És més assídua dels espais oberts que la merla i camina molt per entre prats i rocam, on li agrada enfilar-se per albirar.

## Costums

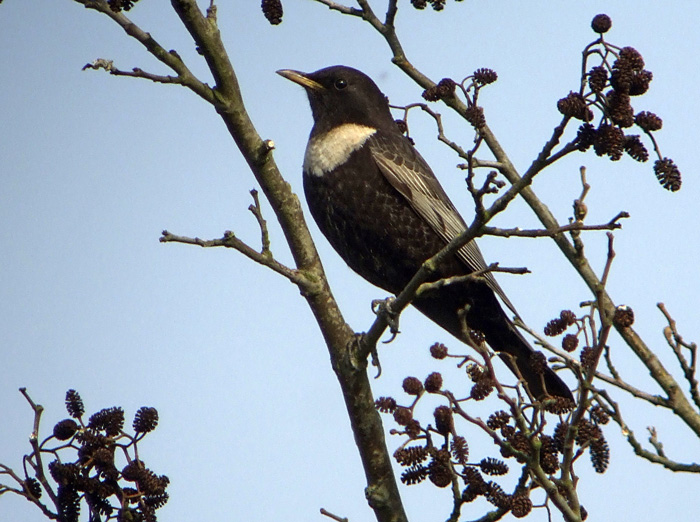
Merla de pit blanc en trànsit migratori.

Durant el pas forma grans concentracions a les boixeres de l'estatge subalpí i colls de les serres prepirinenques, les quals en poden aplegar multitud d'exemplars. Un cop escampats vers el sud, els podem retrobar (sempre en trànsit migratori) a les parts culminants de Busa i Picancel i, més al sud, a Montserrat i Sant Llorenç del Munt. No s'ha caçat ni observat mai a les planes meridionals.
En el prenupcial no és rar de veure'l aturat als prats de dalla de les valls prepirinenques.
És molt garrulaire a l'època de cria, cridant molt si veu amenaçat el seu niu per un intrús, moment en què emet esgarips i matracades molt atabaladores.

## Alimentació
Bàsicament insectívor, completa la dieta amb baies i mol·luscs.

## Reproducció
Nia en arbres a baixa altura i també s'han descrit nius a terra entre el rocam.
Tots dos progenitors poden covar i fer reeixir dues postes anyals.